# Деревоперерабатывающая фабрика Верла
Об императорском дворце Верла см. Верлабургдорф
Деревоперерабатывающая фабрика находится в историческом местечке Верла в провинции Кюменлааксо. Фабрика основана в 1872 году финским инженером Хуго Нойманом. Вода соседней речки крутила колесо, которое запускало механизм, обдирающий кору у брёвен. В 1876 году фабрика полностью сгорела.
После пожара фабрику построили заново по проекту выборгского архитектора Эдуарда Диппеля (1855—1912), немца по происхождению. Теперь комплекс зданий включал: дом патрона, фабричное здание из красного кирпича, лощильный цех, сушильный цех, кегельный павильон, пожарный сарай, а также мельничный склад из светлого кирпича, изготовленного на кафельном заводе Ракколанйоки. Теперь фабрика могла производить картон. Новым директором стал австриец Готтлиб Крейдль, возглавлявший впоследствии фабрику почти 30 лет.
Фабрика производила белый древесный картон разной толщины. Картон поставляли в Россию, в Европу, и даже в Южную Америку. За год фабрика изготовляла 2000 тонн картона, столько же современный бумажный комбинат производит за сутки. Продукцию фабрики покупали мастерские по изготовлению упаковочных материалов и картонажно-переплётные мастерские.
В основном из картона изготовляли различные упаковки, коробки и мишени для стрельбы.
В 1922 году фабрика перешла во владение акционерного общества Кюми. В 1964 году фабрика была закрыта, а в 1972 году в ней был открыт первый в Финляндии промышленный музей.
В 1996 году фабрика Верла внесена в список всемирного наследия ЮНЕСКО. Как указано в описании на сайте ЮНЕСКО, деревоперерабатывающая фабрика в Верле и примыкающий к ней жилой район — хорошо сохранившийся пример небольшого промышленного поселения в сельской местности. Производство древесной массы, целлюлозы, бумаги и досок процветало в Северной Европе и Северной Америке в XIX — начале XX века, но немногие из таких поселений сохранились до наших дней.

## Наскальные рисунки
В нескольких метрах к северу от фабрики под выступом в скале находятся старейшие наскальные рисунки Финляндии. Их возраст примерно 6000 лет.